# Albertino Castellucci
Albertino Castellucci (Sassoferrato, 23 settembre 1910 – Ancona, 15 maggio 1980) è stato un politico italiano, Sottosegretario di Stato alla Presidenza del Consiglio dei ministri dal 26 giugno all'11 dicembre 1968.

## Biografia
Diplomatosi in agrimensura presso l'Istituto Salesiano di Gualdo Tadino, si laurea poi in Scienze economiche all'Università di Roma e svolge la professione di commercialista. Milita nell'Azione Cattolica e nel dopoguerra fonda la sezione della Democrazia Cristiana di Sassoferrato, cittadina presso la quale è sindaco quasi ininterrottamente dal 1951 al 1975.
Uomo di spicco della Democrazia Cristiana e segretario regionale del partito, a partire dal 1958 è deputato per numerose legislature. Vice presidente della Commissione permanente Finanze e Tesoro della Camera, membro della commissione interparlamentare dei Trenta per la riforma tributaria e della Giunta parlamentare delle elezioni, giunge a coprire la carica di Sottosegretario di Stato alla Presidenza del Consiglio dei ministri dal 26 giugno all'11 dicembre 1968, nel secondo governo di Giovanni Leone.